# St. Petersburg Bowl 2014
Match précédent Match suivant
Le St. Petersburg Bowl 2014 fut un match annuel de football américain de niveau universitaire joué après la saison régulière de 2014, le 26 décembre 2014 au Tropicana Field de St. Petersburg en Floride.
Il s'agissait de la 7e édition du St. Petersburg Bowl, succédant au Beef 'O' Brady's Bowl 2013.
Le match a mis en présence l'équipe des Wolfpack de North Carolina State issue de l'ACC à l'équipe des Knights d'UCF issue de l'AAC.
Il a débuté à 08:07 pm (heure locale) et a été retransmis en télévision sur ESPN.
Sponsorisé par la société BitPay spécialisée dans les processeurs de paiement en ligne, le match fut officiellement dénommé le Bitcoin St. Petersburg Bowl.
Les Wolfpack de North Carolina State gagnent le match sur le score de 34 à 27.

## Présentation du match
| Équipes                                                                                  | Conférences | Entraîneurs    | Stats. saison rég. |
| ---------------------------------------------------------------------------------------- | ----------- | -------------- | ------------------ |
| Wolfpack de North Carolina State                                                         | ACC         | Dave Doeren    | 7-5                |
| Knights d'UCF                                                                            | AAC         | George O'Leary | 9-3                |
| Arbitre : Don Willard (MAC) Équipe donnée favorite par les bookmakers : UCF (2 contre 1) |             |                |                    |

Le match met en présence l'équipe de North Carolina State issue de l'ACC à l'équipe d'UCF issue de l'AAC.
Il s'agit de la 3e rencontre entre ces deux équipes, la dernière rencontre ayant eu lieu en 2010. Les deux équipes ont gagné un match.

### North Carolina State
Avec un bilan global de 7 victoires et 5 défaites, North Carolina State est éligible et accepte l'invitation pour participer au St. Petersburgh Bowl de 2014.
Ils terminent la saison régulière, 5e de la division Atlantic de l'ACC derrière #5 Florida State, #15 Clemson, #24 Louisville et Boston College, avec un bilan en conférence de 3 victoires et 5 défaites.
Il s'agit de leur première participation au St. Petersburg Bowl.

### UCF
Avec un bilan global de 9 victoires et 3 défaites, UCF est éligible et accepte l'invitation pour participer au St. Petersburgh Bowl de 2014.
Ils terminent 3e de l'AAC derrière #25 Memphis et Cincinnati, avec un bilan en conférence de 7 victoires et 1 défaite.
Il s'agit de leur 3e participation au St. Petersburg Bowl (ils détiennent le record de participation).
Ils avaient perdu le St. Petersburg Bowl 2009 45 à 24 contre les Scarlet Knights de Rutgers mais gagné celui de 2012, 38 à 17 contre les Cardinals de Ball State.

## Résumé du match
Début du match: 8:07 pm (heure locale). Fin du match: 11:48 pm. Durée totale du match: 3:41.
Températures: de 20 °C, vent de NE force de 10 km/h, ciel nuageux.
| ÉVOLUTION DU SCORE du ST. PETERSBURG BOWL 2014 |                              |                              |                              |                              |                              | |       |       |
| QT                                             | Temps                        | Drive                        | Drive                        | Drive                        | Équipe                       | Description de l'action | Score | Score |
|                                                |                              | Jeux                         | Yards                        | TDP                          |                              | | NCSU  | UFC   |
| 1                                              | 10:06                        | 12                           | 52                           | 04:54                        | UCF                          | FG de 40 yards par kicker Moffitt | 0     | 3     |
| 1                                              | 06:11                        | 9                            | 75                           | 03:55                        | NCST                         | TD de 18 yards par Jaylen Samuels à la suite d'une réception d'une passe de QB Shadrach Thornton et 1 pt de conversion par kicker Niklas Sade | 7     | 3     |
| 2                                              | 12:34                        | 10                           | 67                           | 03:25                        | UCF                          | TD de 6 yards par Josh Reese à la suite d'une réception d'une passe de QB Justin Holman et 1 pt de conversion par kicker Shawn Moffitt        | 7     | 10    |
| 2                                              | 09:05                        | 8                            | 78                           | 03:29                        | NCST                         | TD de 37 yards par Johnathan Alston à la suite d'une réception d'une passe de QB Jacoby Brissett et 1 pt de conversion par kicker Niklas Sade | 14    | 10    |
| 2                                              | 03:16                        | 9                            | 74                           | 04:52                        | NCST                         | FG de 19 yards parkicker Niklas Sade | 17    | 10    |
| 3                                              | 11:55                        | 9                            | 75                           | 03:05                        | NCST                         | TD à la suite d'une course de 24 yards par RB Matt Dayes et 1 pt de conversion par kicker Niklas Sade                                         | 24    | 10    |
| 3                                              | 05:45                        | 8                            | 15                           | 03:03                        | UCF                          | FG de 36 yards par kicker Shawn Moffitt | 24    | 13    |
| 3                                              | 03:05                        | 7                            | 75                           | 02:40                        | NCST                         | TD à la suite d'une course de 15 yards par RB Matt Dayes et 1 pt de conversion par kicker Niklas Sade                                         | 31    | 13    |
| 4                                              | 12:37                        | 5                            | 23                           | 01:29                        | NCST                         | FG de 45 yards par kicker Niklas Sade | 34    | 13    |
| 4                                              | 11:01                        | 5                            | 75                           | 01:36                        | UCF                          | TD de 14 yards par Josh Reese à la suite d'une réception d'une passe de QB Justin Holman et 1 pt de conversion par kicker Shawn Moffitt       | 34    | 20    |
| 4                                              | 01:44                        | 10                           | 70                           | 01:12                        | UCF                          | TD de 2 yards par Josh Reese à la suite d'une réception d'une passe de QB Justin Holman et 1 pt de conversion par kicker Shawn Moffitt        | 34    | 27    |
| "TDP" = temps de possession.                   | "TDP" = temps de possession. | "TDP" = temps de possession. | "TDP" = temps de possession. | "TDP" = temps de possession. | "TDP" = temps de possession. | "TDP" = temps de possession. | 34    | 27    |

## Statistiques
| Statistiques par Équipes               | Statistiques par Équipes | Statistiques par Équipes |
| Statistiques                           | NCSU                     | UFC                      |
| -------------------------------------- | ------------------------ | ------------------------ |
| 1er downs                              | 26                       | 21                       |
| Conversion de 3e Down                  | 6/15                     | 7/20                     |
| Conversion de 4e Down                  | 0/0                      | 3/4                      |
| Jeux–yards                             | 77 jeux pour 487 yards   | 81 jeux pour 373 yards   |
| Yards à la course                      | 187                      | 82                       |
| Yards à la passe                       | 300                      | 291                      |
| Passes : Réussies-Tentées-Interceptées | 17/28-0                  | 23/53-1                  |
| Réussite en zone rouge/chances         | 3/4                      | 4/4                      |
| TD                                     | 4                        | 3                        |
| Field Goals                            | 2/3                      | 2/2                      |
| Sacks (Nombre-Yards perdus)            | 2 et 10 yards perdus     | 3 et 18 yards perdus     |
| Fumbles (Nombre/Perdus)                | 2/1                      | 0                        |
| Pénalités (Nombre/Yards perdus)        | 6 et 34 yards de perdus  | 3 et 30 yards de perdus  |
| Temps de possession                    | 33:51                    | 26:09                    |

| Meilleur Joueur (MVP) | Meilleur Joueur (MVP) | Meilleur Joueur (MVP) |
| --------------------- | --------------------- | --------------------- |
| Nom                   | Équipe                | Poste                 |
| Jacoby Brissett       | NCSU                  | QB                    |

| Statistiques Individuelles | Statistiques Individuelles | Statistiques Individuelles             |
| -------------------------- | -------------------------- | -------------------------------------- |
| Quaterbacks                |                            |                                        |
| NCSU                       | Brissett, J.               | 15/26, 262 yards, 1 TD, 0 Int.         |
| UCF                        | Holman, Justin             | 23/53, 1 Int., 291 yards, 3 TD, 0 Int. |
| Meilleurs Coureurs         |                            |                                        |
| NCSU                       | Thornton, S.               | 17 Courses, 96 yards, 0 TD             |
| UCF                        | Stanback, W.               | 12 Courses, 41 yards, 0 TD             |
| Meilleurs Receveurs        |                            |                                        |
| NCSU                       | Hines, B.                  | 3 Réc., 79 yards, 0 TD                 |
| UCF                        | Perriman, B.               | 9 Réc., 138 yards, 0 TD                |
| Meilleurs Tackleurs        |                            |                                        |
| NCSU                       | Jones, H.                  | 6 tackles, 2 assistes                  |
| UCF                        | Geathers, C.               | 7 tackles, 7 assistes                  |